# Kaunaský pogrom

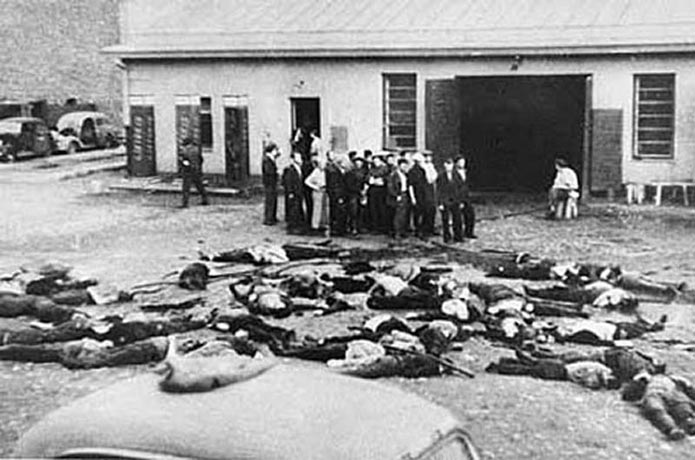
Fotografie pořízená těsně po masakru židovského obyvatelstva

Kaunaský pogrom byl masakr Židů žijících v litevském městě Kaunas, který probíhal od 25. - 29. června 1941, v prvních dnech Operace Barbarossa a nacistické okupace Litvy. K nejznámějšímu incidentu došlo v garáži Lietūkis, kde bylo několik Židů veřejně mučeno a 26. června popraveno. V následujících dnech se systematické popravy konaly v různých tvrzích Kaunaské pevnosti, zejména v Sedmé a Deváté pevnosti.

## Pozadí
Večer 23. června převzala Litevská aktivistická strana (LAF), frakce působící z Litevského vevyslanectví v Berlíně a uvnitř sovětské Litvy, kontrolu nad městem a velkou částí litevské krajiny. Nacistický SS-Brigadeführer Franz Walter Stahlecker přijel do Kaunasu 25. června ráno, kde nejprve v bývalé budově oddělení státní bezpečnosti pronesl agitační projevy, které nabádaly k vraždění Židů. Tamní představitelé však odmítli provést jakoukoli akci. Později se mu podařilo přesvědčit Algirdase Klimaitise, aby zahájil pogrom. Klimaitis řídil jednotku zhruba o 600 mužích, která byla organizovaná SD z Tilsitu a nebyla podřízená LAF.

## Masakr
25. června zaútočily jednotky organizované nacisty na židovské civilisty na kaunaském předměstí Slobodky. K 28. červnu 1941 bylo podle Stahleckera v Kaunasu zabito 3 800 lidí a dalších 1 200 bylo zabito v jiných městech této oblasti. Někteří věří, že Stahlecker své úspěchy zveličil. Podle rabína Ephraima Oshry byli v té době Němci přítomni na mostě do Slobodky, ale Židé byli zabiti litevskými dobrovolníky. Rabín Slobodky, rav Zalman Osovsky, byl přivázán za ruce a za nohy k židli. Poté, co byla zavražděna rabínova žena a syn, uřízli mu hlavu. Jeho hlava byla umístěna v okně rezidence a nesla nápis: „Tohle uděláme všem Židům.“

## Polemika
Existuje mnoho diskuzí o tom, kdo nese hlavní odpovědnost za tyto masakry: místní Litevci nebo nacističtí úředníci. 15. října citují Litevci Stahleckerovu zprávu Heinrichu Himmlerovi. Stahlecker napsal, že se mu podařilo zakrýt akce německých jednotek předvoje (Vorkommando) a zařídil, aby to vypadalo jako iniciativa místních obyvatel. Stahlecker také oznámil, že měl problémy s nabádáním litevských partyzánů k pogromu proti Židům. Uspěl teprve s velkým úsilím a pod dohledem Einsatzkommand. Židovští autoři tvrdí, že masakr začal ještě dříve než přišli Němci. Rovněž poukazují na to, že se popravy konaly nejen ve městě Kaunas, ale i na venkově.